# Cliona lesueuri
Cliona lesueuri är en svampdjursart som beskrevs av Topsent 1888. Cliona lesueuri ingår i släktet Cliona och familjen borrsvampar.
Artens utbredningsområde är havet kring Australien. Inga underarter finns listade i Catalogue of Life.